# San Francisco Italian Athletic Club
San Francisco Italian Athletic Club é uma agremiação esportiva da cidade de San Francisco, Califórnia.  Atualmente disputa a San Francisco Soccer Football League.

## História
Fundado como Circolo Recreativo Italiano Virtus, o clube é um dos dois times mais antigos atualmente na SFSFL, ao lado do Olympic Club.. O clube foi campeão da National Challenge Cup em 1976.

## Títulos
Campeão Invicto
| NACIONAIS      | NACIONAIS              | NACIONAIS | NACIONAIS  |
|                | Competição             | Títulos   | Temporadas |
| -------------- | ---------------------- | --------- | ---------- |
| Estados Unidos | National Challenge Cup | 1         | 1976       |